# کریسپین فریمن
کریسپین فریمن (انگلیسی: Crispin Freeman؛ زادهٔ ۱۹۷۲) یک صداپیشه و هنرپیشه اهل ایالات متحده آمریکا است. وی از سال ۱۹۹۸ میلادی تاکنون مشغول فعالیت بوده‌است.

## گزیده فیلمشناسی
از فیلم‌ها یا برنامه‌های تلویزیونی که وی در آن نقش داشته‌است می‌توان به رزیدنت ایول: تباهی، آخرین تبعیدی اشاره کرد.